# Hapalorchis pauciflorus
Hapalorchis pauciflorus là một loài thực vật có hoa trong họ Lan. Loài này được Porto & Brade mô tả khoa học đầu tiên năm 1937.